# Oku (Sänger)
Oku (eigentlich: Markus Ejenavwo Okuesa; * 1977 in Lagos, Nigeria) ist ein deutsch-nigerianischer Reggae- und Soul-Sänger und Songwriter.

## Leben
Markus Okuesa ist der Sohn einer Deutschen und eines Nigerianers. Er verbrachte seine Kindheit und Jugend in Lagos und zog im Alter von 20 Jahren nach Deutschland, wo er Sonderpädagogik in Landau in der Pfalz studierte. Hier gründete er zusammen mit Kommilitonen 2005 die Reggae-Gruppe Oku and the Reggaerockers. Die Gruppe erhielt mit ihren deutschsprachigen Eigenkompositionen Bekanntheit überwiegend im Raum Saarland/Rheinland-Pfalz und war auf zahlreichen Stadtfesten und Festivals wie dem Halberg Open Air oder Rocco del Schlacko zu sehen und veröffentlichte vier Alben. Zu den Musikern gehören u. a. Hanna Bettinger (Saxophon), Simon Bollinger (Trompete), Christian Berton (Bass), Eric Blass (Drums), Mark Rottländer (Keyboards), Sebastian Becker (Gitarre) und Andreas Dejon (Posaune).
Hauptberuflich wurde Okuesa als Förderschullehrer in Blieskastel und Rohrbach tätig. Er leitet auch Musik-Workshops und ist als Jugend-Fußballtrainer aktiv. Er lebt in der saarländischen Kreisstadt Homburg.
Am 18. April 2009 war er Teilnehmer bei der ProSieben-Sendung Schlag den Raab, bei der er sich nach 14 Spielen und über 5 Stunden Stefan Raab geschlagen geben musste.
2015 gründete er mit OQmanSolo ein Projekt zur Vertonung seiner deutschsprachigen Soul-Titel.

## Diskografie
Oku and the Reggaerockers
- 2007  Dreamin´
- 2010: Musopia
- 2011: Highlife
- 2015: In10Siver

OQmanSolo
- 2018: Hobby Casanova